# Centre d’études nucléaires de Fontenay-aux-Roses
Centre d'Études Nucléaires de Fontenay-aux-Roses (CENFAR) – francuski ośrodek badań jądrowych położony koło miejscowości Fontenay-aux-Roses. Mieszczą się tu również biura Commissariat à l'energie atomique et aux énergies alternatives, Autorité de Sûreté Nucléaire i Institut de Radioprotection et de Sûreté Nucléaire.
Ośrodek został utworzony w 1955 na miejscu fortu de Châtillon. Na terenie fortu, niemal całkowicie wyburzonego, w 1948 powstał pierwszy francuski ośrodek badań atomowych. Również w 1948 uruchomiono tam pierwszy w Europie Zachodniej (poza Wielką Brytanią) reaktor Zoé. W 1974 umieszczono tu badawczy tokamak TFR. Działały tu również reaktory Triton i Minerve. Z uwagi na rosnącą gęstość zaludnienia w okolicy, ośrodek stopniowo zmieniał profil badań w kierunku ochrony radiacyjnej i zarządzania odpadami radioaktywnymi.